# Katrineholm (comuna)
Katrineholm (em sueco: Katrineholms kommun;  ouça a pronúncia) é uma comuna da Suécia localizada no condado da Södermanland. 
Sua capital é a cidade de Katrineholm. 
Possui 1 020 quilômetros quadrados e segundo censo de 2018, havia 34 550 habitantes.

## Localidades principais
Localidades com mais população da comuna (2019):

| # | Localidade  | População |
| - | ----------- | --------- |
| 1 | Katrineholm | 24 467    |
| 2 | Valla       | 1 479     |
| 2 | Sköldinge   | 588       |

## Comunicações
A comuna de Katrineholm é atravessada pelas estradas nacionais 52 (Nyköping – Kumla) e 55 (Uppsala – Norrköping, , assim como pela linha do Oeste (Estocolmo – Gotemburgo).

## Património turístico
Alguns pontos turísticos mais procurados atualmente são:

- Julita (grande propriedade rural com mansão senhorial)
- Vrå (aldeia da Idade da Pedra)